# جيني غان
جيني غان (9 مايو 1986 في المملكة المتحدة - ) (بالإنجليزية: Jenny Gunn)‏ هي لاعبة كريكت بريطانية. شاركت مع منتخب إنجلترا للكريكت. أما مع النوادي، فقد لعبت مع South Australia women's cricket team ‏ وWestern Australia women's cricket team ‏.

## وصلات خارجية
- جيني غان على موقع إي آس بي آن كريك إنفو (الإنجليزية)